# Vor Sonnenuntergang (film, 1956)
Pour plus de détails, voir Fiche technique et Distribution.
Vor Sonnenuntergang (titre original : Je n'ai plus que toi) est un film allemand réalisé par Gottfried Reinhardt, sorti en 1956.
Il s'agit d'une adaptation de la pièce (de) de Gerhart Hauptmann.

## Synopsis
Matthias Clausen est un vieil homme seul. Il vient de fêter ses 70 ans et a reçu les honneurs. Mais Clausen, un grand industriel et haut patron d’une entreprise automobile, se sent entouré de « vautours » égoïstes dans sa famille, qui ne veulent tous que le plus vite possible l'héritage et le rencontrer avec fausseté et mensonge. Surtout, le directeur de la société, Erich Klamroth, époux de sa fille Ottilie, et Wolfgang Clausen se méfient profondément du vieil homme. Seul Egbert, jeune, ouvert à lui et désintéressé, est une exception louable. Juste avant ses derniers rayons de soleil, Mathias rencontre une fois de plus le grand amour avec la jeune Inken Peters. Elle est complètement sans mensonge et le prend tel qu'il est. Le vieux Clausen engage alors Inken comme secrétaire privée et déclenche un tremblement de terre dans la famille.
Les Clausens et les Klamroth montrent leurs vrais visages. On est scandalisé que le vieil homme ait manifestement l’intention d'agir selon sa volonté. Bientôt, à part Egbert, une phalange d’ennemis familiaux l'entoure. Afin de ne pas être bousculé, le reste du clan familial décide de neutraliser le vieil homme et accuse également Inken Peters de s'intéresser uniquement à l'héritage. La jeune femme est beaucoup moins en colère contre cette accusation monstrueuse que Matthias Clausen, qui est tellement excité à ce sujet, que sa santé déjà malade continue d’être endommagée. Inken implore Clausen de laisser avec elle ce foyer d'envie et de cupidité. Après une syncope, le vieux Clausen meurt.

## Fiche technique
- Titre : Vor Sonnenuntergang
- Réalisation : Gottfried Reinhardt assisté d'Otto Meyer (de)
- Scénario : Jochen Huth
- Photographie : Kurt Hasse (de)
- Montage : Kurt Zeunert
- Musique : Werner Eisbrenner
- Direction artistique : Peter Röhrig (de), Rolf Zehetbauer
- Costumes : Maria Brauner
- Son : Erwin Schänzle
- Producteur : Artur Brauner
- Société de production : CCC-Filmkunst
- Société de distribution : Sascha Filmverleih
- Pays de production :  Allemagne
- Langue : allemand
- Format : Noir et blanc - 1,33:1 - mono - 35 mm
- Genre : drame
- Durée : 103 minutes
- Dates de sortie :
  - Allemagne de l'Ouest : 6 juillet 1956.
  - Autriche : 21 août 1956.
  - France : 28 juin 1957[1].

## Distribution
- Hans Albers : Matthias Clausen
- Annemarie Düringer : Inken Peters
- Martin Held : Erich Klamroth
- Erich Schellow : Wolfgang Clausen
- Claus Biederstaedt : Egbert Clausen
- Hannelore Schroth : Ottilie Klamroth
- Maria Becker : Bettina Clausen
- Inge Langen : Paula Clausen
- Wolfgang Preiss : Me Hanefeld, syndic
- Hans Nielsen : Dr Steynitz
- Johanna Hofer : Mme Peters, la mère d'Inken
- Kurt Vespermann : Wuttke, le chauffeur de Clausen
- Reinhold Pasch : Le majordome de Clausen
- Franz Weber (de) : Le jardinier de Clausen

## Autour du film
- Le tournage de Vor Sonnenuntergang a lieu du 20 janvier 1956 au 30 mars 1956. Les scènes sont principalement faites dans les CCC-Filmstudios à Berlin-Spandau ; des plans extérieurs sont faits à Saint-Moritz et Vienne.
- Le film est présenté à la Berlinale le 26 juin 1956.

## Récompenses et distinctions
- Berlinale 1956 : sélection officielle en compétition, Ours d'or du prix du public.